# FK Spartak Plewen
FK Spartak Plewen (bulgarisch футболен Клуб Спартак Плевен) ist ein Fußballverein aus Plewen, Bulgarien.

## Geschichte
Der Verein entstand im Jahre 1919 als Skobelew Plewen. Im Laufe der Zeit wurde der Vereinsname mehrmals geändert.
Größter Erfolg war der dritte Platz 1958 mit dem dritten Platz, und ein Jahr zuvor der Einzug ins Pokalfinale des Sowjetarmee-Pokals. Zwischen 1950 und 2013 wechselte der Verein mehrmals zwischen der 1. und 2. Liga. International vertreten war das Team im Intertoto-Cup 1981. Zwei Siege (gegen Malmö und Zürich) standen vier Niederlagen gegenüber.
Die Saison 2001/02 war die letzte Saison in der 1. Liga. 2009 musste der Verein Konkurs anmelden, wurde im nächsten Jahr neu gegründet und spielt derzeit in der Nord West V AFG, der dritten Liga.

## Vereinsnamen
- 1919: Skobelew Plewen
- 1931: Belite Orteta Plewen
- 1932: Belite Orli Plewen
- 1946: Republikanez Plewen
- 1947: Spartak Plewen
- 1949: Septemwri Plewen
- 1949: DSO Spartak Plewen
- 1958: DFS Spartak Plewen
- 1985: FK Spartak Plewen
- 2000: PFK Spartak Plewen